# V773 Андромеды
V773 Андромеды (лат. V773 Andromedae) — двойная затменная переменная звезда типа W Большой Медведицы (EW) в созвездии Андромеды на расстоянии приблизительно 3410 световых лет (около 1046 парсеков) от Солнца. Видимая звёздная величина звезды — от +14,35m до +13,95m. Орбитальный период — около 0,3403 суток (8,1664 часа).

## Характеристики
Первый компонент — жёлтый карлик спектрального класса G. Радиус — около 1,28 солнечного, светимость — около 1,615 солнечной. Эффективная температура — около 5760 K.
Второй компонент — жёлтый карлик спектрального класса G.